# Onésimo Teotónio Almeida
Onésimo Teotónio Almeida ComIH • GCIH (Pico da Pedra, São Miguel, Portugal, 18 de dezembro de 1946) é escritor, filósofo e professor universitário, radicado nos Estados Unidos da América desde 1972.

## Biografia
Doutorado em Filosofia em 1980 pela Universidade Brown (Department of Philosophy), em Providence, Rhode Island, onde também fez Mestrado em 1977. Obteve o Bacharelato na Universidade Católica Portuguesa em 1972, e antes fequentou o Seminário de Angra, nos Açores. Em 1972 emigrou para os EUA. Ainda enquanto aluno de pós-graduação na Brown University, começou a leccionar no Centro de Estudos Portugueses e Brasileiros dessa mesma universidade, que ajudou a criar. Em 1981 foi nomeado Assistente nesse Centro; em 1987, promovido a Professor Associado; em 1991, a Professor Catedrático. O Centro entretanto passou a Departamento e foi dele seu diretor de 1991-2003. É Fellow do Wayland Collegium for Liberal Learning, um Instituto de Estudos Interdisciplinares na Brown University, onde leciona uma cadeira sobre Valores e Mundividências. Leciona também no Center for Early Modern Studies, da mesma universidade.
Para além das obras em livro, tem centenas de escritos em revistas e livros coletivos. Fundou e dirige a editora Gávea-Brown,  dedicada à edição em inglês de obras de literatura e cultura portuguesas, que edita também a revista Gávea-Brown – a Bilingual Journal of Portuguese American Letters and Studies, que ele fundou e codirige. É co-editor do e-Journal of Portuguese History e de Pessoa Plural, ambas revistas eletrónicas editadas em cooperação internacional e publicadas na Brown University. É co-editor de uma colecção de obras de Lusophone Studies na Liverpool University Press e co-dirige a série Bellis Azorica, de obras açorianas em tradução inglesa, na Tagus Press / University of Massachusetts Press.
Desde 1979 mantém um programa bimensal no Portuguese Channel, de New Bedford, Massachusetts, e durante dois anos manteve um programa semanal – “Onésimo à conversa com…” – na RTP Açores. Foi colaborador regular n’ O Jornal e no Diário de Notícias. É colaborador regular na revista LER, na PNETLiteratura e no Jornal de Letras. Entre as organizacões a que pertence, é membro da direção da PALCUS – Portuguese-American Leadership Council of the United States. Foi Vice-Presidente do Rhode Island Council for the Humanities e da Associação Internacional de Lusitanistas. É Trustee do New Bedford Whaling Museum.  Foi eleito Membro da Academia Internacional de Cultura Portuguesa sócio-correspondente da Academia da Marinha e da Academia das Ciências de Lisboa.. Em 2013 recebeu um Doutoramento Honoris Causa pela Universidade de Aveiro e outro pela Universidade Lusófona em 2021.
A 9 de junho de 1997, foi agraciado com o grau de Comendador da Ordem do Infante D. Henrique. A 28 de setembro de 2018, recebeu a Grã-Cruz da mesma Ordem.
Desde 2017, é sócio correspondente da Classe de Letras da Academia das Ciências de Lisboa (7.ª Secção - Ciências Sociais e Políticas).
Em 2019 o Presidente da República nomeou-o Presidente da Comissão de Honra do Dia de Portugal. Nessa qualidade, foi o orador oficial nas celebrações do 10 de Junho.
Em 2021 a Câmara Municipal de Ponta Delgada nomeou-o Presidente da Comissão de Honra da candidatura de Ponta Delgada a Capital Europeia da Cultura-2027. Nesse ano recebeu também um Doutoramento Honoris Causa da Universidade Lusófona, Lisboa.
Em 2021 recebeu o Honorary Chairs' Award for Lifetime Achievement in the Humanities concedido pelo Rhode Island Council for the Humanities.
Em 2023 recebeu da Brown University a cátedra-prémio Royce Family Professorship for Teaching Excellence.

## Obras

### Estudos e ensaios
- Diálogos Lusitanos – com Portugal à distância (Lisboa: Quetzal, 2024).
- O Século dos Prodígios - A Ciência no Portugal da Expansão (Lisboa: Quetzal, 2018), 2ª edição (2019), 3ª edição (2024). Prémio Gulbenkian Portugal no Mundo, Academia Portuguesa de História, 2018; Prémio D. Diniz, Solar Casa de Mateus, 2019 e o Prémio John Dos Passos, da Secretaria Regional da Educação da Madeira.
- Humanidades. Uma inutilidade mais do que necessária (Braga: Universidade do Minho, 2017).
- Com Roberto Carneiro e Artur Teodoro de Matos, orgs., A Condição de Ilhéu. (Lisboa: CEPCEP, 2017.)
- A Obsessão da Portugalidade. (Lisboa: Quetzal, 2017). Incluído na lista "Os melhores livros portugueses dos últimos 30 anos" no número especial da revista Visão, comemorativo do seu 30º aniversário.
- Despenteando Parágrafos. Polémicas Suaves (Lisboa: Quetzal, 2015)
- Minima Azorica. (Lajes do Pico: Companhia das Ilhas, 2014)
- Pessoa, Portugal e o Futuro (Lisboa: Gradiva, 2014)
- Com Artur Goulart Melo Borges e Olegário Sousa Paz, orgs., "Casa Santa Mimosa... Olhares sobre o Seminário de Angra, 1950-1970 (Angra do Heroísmo: Instituto Açoriano de Cultura, 2014).
- Utopias em Dói Menor - conversas transatlânticas com Onésimo. Conduzidas por João Maurício Brás (Lisboa: Gradiva, 2012)
- Com Otília Pires Martins, (orgs.), Eugénio Lisboa: Vário Intrépido e Fecundo – Uma Homenagem (Guimarães: Opera Omnia, 2011.
- Com Leonor Simas-Almeida e Maria João Ruivo, (orgs.) Fernando Aires – Era Uma vez o Seu Tempo. Ponta Delgada: Instituto Cultural de Ponta Delgada, 2011.
- O Peso do Hífen. Ensaios sobre a experiência luso-americana. Lisboa: Imprensa das Ciências Sociais, 2010.
- Açores, Europa – uma antologia. Selecção, Organização e Introdução. Angra do Heroísmo: Instituto Açoriano de Cultura, 2010.
- De Marx a Darwin - A desconfiança das ideologias. Lisboa: Gradiva, 2009. 2010 Prémio Seeds of Science para Humanidades e Ciências Sociais.
- Com Leonor Simas-Almeida, Eduíno de Jesus – A Ca(u)sa dos Açores em Lisboa. Homenagem de amigos e admiradores. Angra do Heroísmo: Instituto Açoriano de Cultura, 2009.
- Com Alice Clemente, (orgs.) George Monteiro: The Discreet Charm of a Portuguese-American Scholar. Providence, RI: Gávea-Brown, 2005.
- National Identity - a Revisitation of the Portuguese Debate. NUI MaynoothPapers in Spanish, Portuguese and Latin American Studies. No. 5. Maynooth, Ireland: National University, 2002.
- Com Manuela Rêgo, (orgs.), José Rodrigues Miguéis – Uma Vida em Papéis Repartida. Actas do Colóquio no Padrão dos Descobrimentos. Lisboa: Câmara Municipal: 2001.
- José Rodrigues Miguéis - Lisboa em Manhattan, edição traduzida e alargada e com posfácio. Lisboa: Editorial Estampa, 2001.
- Com Manuela Rêgo, (orgs.), José Rodrigues Miguéis - 1901-1980, Catálogo da Exposição Comemorativa do Centenário de Nascimento. Lisboa: Câmara Municipal, 2001.
- Selecção, Introdução e Organização, José Rodrigues Miguéis, Aforismos e Desaforismos de Aparício. Lisboa: Círculo de Leitores, 1996, e Lisboa: Editorial Estampa, 1996.
- Edition of Richard Beale Davies, The Abbé Corrêa in America, 1812-1820 - The Contributions of the Diplomat and Natural Philosopher to the Foundations of Our National Life. Preface by Gordon S. Wood and Afterward by Léon Bourdon. Providence, R.I.: Gávea-Brown Publications, 1993.
- Seleccão, Introdução e Organização, João Teixeira de Medeiros, Ilha em Terra. Ponta Delgada: Eurosigno, 1992.
- Açores, Açorianos, Açorianidade – Um Espaço Cultural. Ponta Delgada: Signo, 1989. 2ª edição alargada (Angra do Heroísmo: Instituto Açoriano de Cultura, 2011).
- L(USA)lândia – A Décima Ilha. Angra do Heroísmo: Colecção Diáspora, Sec. Reg. Assuntos Sociais e Dir. Serviços de Emigração, 1988.
- Mensagem – Uma Tentativa de Reinterpretação. Prémio de Ensaio Roberto de Mesquita, Secretaria Regional da Educação e Cultura dos Açores. Angra do Heroísmo: SREC, 1987.
- Organização e Introdução, Da Literatura Açoriana–Subsídios para um Balanço. Angra do Heroísmo: Secretaria Regional da Educação e Cultura, 1986.
- Editor, José Rodrigues Miguéis: Lisbon in Manhattan. Providence, R.I.: Gávea-Brown, 1985.
- A Questão da Literatura Açoriana. Angra do Heroísmo: Secretaria Regional da Educação e Cultura, 1983.
- Selection, Introduction and Notes of The Sea Within. A Selection of Azorean Poetry. Providence, R.I.: Gávea-Brown, 1983.
- Selecção, Organização e Introdução, João Teixeira de Medeiros, Do Tempo e de Mim. Providence, R.I.: Gávea-Brown, 1982. 2ª edição alargada: Lisboa: Peregrinação, 1988. 3ª edição, Lisboa: Salamandra, 2001.
- Imprensa, Rádio-TV e Cinema - Cérebros do Grande Público (Angra do Heroísmo: União Gráfica Angrense, 1970).

### Escrita criativa
- Correntes D'Escritas & Correntes Descritas (Guimarães: Opera Omnia, 2019). 2ª edição aumentada (2019), 3ª edição aumentada (2024).
- Quando os Bobos Uivam (Lisboa: Clube do Autor, 2013)
- Onésimo. Português sem Filtro – uma antologia. Posfácio de Miguel Real Lisboa: Clube do Autor, 2011.
- Aventuras de um Nabogador & outras estórias-em-sanduíche. Lisboa: Bertrand Editora, 2007.
- Tales from the Tenth Island. Translation and Introduction by David Brookshaw. Bristol, UK: Seagull/Faoileán, 2006.
- Livro-me do Desassossego. Lisboa: Temas & Debates, 2006.
- Onze Prosemas (e um final merencório), Vila Nova de Gaia: Ausência, 2004.
- Viagens na Minha Era. Lisboa: Temas & Debates, 2001; Círculo de Leitores, 2001.
- Que Nome é Esse, ó Nézimo? – e Outros Advérbios de Dúvida. Lisboa: Salamandra, 1994. 2ª edição, 2002. Lisboa: Círculo de Leitores, 2004.
- Rio Atlântico (crónicas). Lisboa: Edições Salamandra, 1997.
- No Seio Desse Amargo Mar - (teatro). Lisboa: Salamandra, 1991.
- (Sapa)teia Americana (contos), Lisboa: Editora Vega, 1983. Edição revista, com posfácio de Frank Fagundes. Lisboa: Salamandra, 2001, e Círculo de Leitores, 2001.
- Ah! Mònim dum Corisco! (teatro) (New Bedford - Providence: Gávea-Chama, 1978). 2ª edição, Ponta Delgada: Eurosigno, 1991. 3ª edição Lisboa: Salamandra, 1998.
- Da Vida Quotidiana na L(USA)lândia. Coimbra: Atlântida Editora, 1975.
- Esperança-21 (teatro), Angra do Heroísmo, 1969.
- O Centenário (poema-paródia). Angra do Heroísmo, 1963.

Outros
Com José Leon Machado, Nas Margens do Rio Atlântico (Correspondência 1997-1999) (Vila Real: Edições Vercial, 2024.